# Vatu-Nau
Vatu-Nau (Vatunau, Vatunao) ist eine osttimoresische Aldeia im Suco Vatuvou (Verwaltungsamt Maubara, Gemeinde Liquiçá). 2015 lebten in der Aldeia 1702 Menschen.

## Geographie und Einrichtungen
Vatu-Nau liegt im Nordosten des Sucos Vatuvou, an der Küste der Sawusee. Westlich liegt die Aldeia Raeme und südlich die Aldeia Lebucailiti. Im Osten grenzt Vatu-Nau an das Verwaltungsamt Liquiçá mit seinen Sucos Dato und Hatuquessi. Der Fluss Malukai bildet die Grenze zur Aldeia Raeme. Der Palapu fließt durch die Mitte der Aldeia. Beide Flüsse münden im Dorf Vatu-Nau in die Sawusee. Der Ort reicht nach Westen nach Raeme hinein, während er im Osten in den Ort Mauboque übergeht, der aus Dato herrüberreicht. Auf dem Gebiet der Aldeia Vatu-Nau befinden sich hier das Hospital Mauboque und die Grundschule Vatu-Nau. Die Küstenstraße, die Maubara im Westen mit Vila de Liquiçá und Dili im Osten verbindet, führt durch beide Orte.
Im Landesinneren gibt es mehrere kleine Dörfer, Weiler und einzelnstehende Häuser. Zu den Siedlungen dort gehören Tolema, Katnaulete und Hataulete im Zentrum und Vitanau im äußersten Süden.

## Politik
2023 wurde Augusto Nunes zum Chefe de Aldeia gewählt.